# Carovane del Tigrai
Carovane del Tigrai è un brano musicale composto da Peppino Mendes e musicato da Eldo Di Lazzaro nel 1936. 
Improntata sul ritmo foxtrot, la canzone si pone come un inno orientaleggiante alla conquista dell'Etiopia da parte degli italiani a seguito della conclusione della guerra. Il riferimento, infatti, è alle carovane che periodicamente passavano attraverso la regione dei Tigrè (all'epoca denominata Tigrai), che raccolgono nell'immaginario collettivo il desiderio della popolazione locale nell’ombra triste della sera / s’innalza un’umile preghiera / che da un brivido in ogni cuor: / “Signore Tu, / che vedi tutto di lassù, / fa che doman finisca questa schiavitù” con un riferimento al provvedimento emesso dal generale Emilio De Bono il 14 ottobre 1935 che abolì la schiavitù in tutta l'Etiopia all'indomani della conquista. La venuta degli italiani, secondo la canzone, viene attesa come una liberazione e anche il rombo del cannon udito in lontananza viene atteso con trepidazione, perché l'etiope sa che ora incontro va / alla civiltà / e le sue catene spezzerà!.